# منتخب بوروندي تحت 20 سنة لكرة القدم
منتخب بوروندي تحت 20 سنة لكرة القدم (بالإنجليزية: Burundi national under-20 football team)‏ هو ممثل بوروندي الرسمي في المنافسات الدولية في كرة القدم في فئة كرة قدم تحت 20 سنة للرجال، يديريه اتحاد بوروندي لكرة القدم.